# Jan-Willem van Schip
Jan-Willem van Schip (Schalkwijk, 20 de agosto de 1994) é um desportista neerlandês que compete em ciclismo na modalidade de pista, especialista nas provas de perseguição por equipas e pontuação; ainda que também disputa carreiras de estrada.
Ganhou três medalhas no Campeonato Mundial de Ciclismo em Pista, nos anos 2018 e 2019.

## Medalheiro internacional
| Campeonato Mundial | Campeonato Mundial         | Campeonato Mundial | Campeonato Mundial |
| Ano                | Lugar                      | Medalha            | Competição         |
| ------------------ | -------------------------- | ------------------ | ------------------ |
| 2018               | Apeldoorn ( Países Baixos) | Medalha de prata   | Pontuação          |
| 2018               | Apeldoorn ( Países Baixos) | Medalha de prata   | Ómnium             |
| 2019               | Pruszków ( Polónia)        | Medalha de ouro    | Pontuação          |

## Palmarés
2016
- 1 etapa do Tour de Mersin
- Grande Prêmio Marcel Kint
- 1 etapa do Tour de Olympia

2017
- Tour de Drenthe
- 1 etapa do Volta à Normandia
- 1 etapa do An Post Rás
- 1 etapa da Okolo jižních Čech

2018
- Slag om Norg[3]

2019
- 1 etapa da Volta à Bélgica